# مرغ حق شنی
مرغ حق شنی (نام علمی: Otus icterorhynchus) نام یک گونه از سرده مرغ حق است.